# Oriol Martorell
Oriol Martorell (Barcelona, 1927-1996) fue un director catedrático en historia español. Fue fundador en 1947 de la Coral Sant Jordi, que dirigió durante más de 40 años, símbolo cultural de la lucha antifranquista en Cataluña y referente clave del movimiento coral europeo. Ahora, actualmente hay una escuela llamada Oriol Martorell situada en Barcelona, la Guineueta, en esta escuela se hace música o danza y se cursa: primaria, secundaria y bachillerato. 
Fue fundador y vicepresidente del Europäische Föderation Junger Chöre, instructor del movimiento coral À Coeur Joie y miembro del consejo directivo de la International Federation for Choral Music. Impulsor de la Sociedad de Orfeones de Cataluña y presidente de la Federación Catalana de Entidades Corales.
Licenciado en Filosofía y Letras por la Universidad de Barcelona en 1950 y en Pedagogía por la Universidad de Perugia (Italia) en 1954, fue nombrado catedrático de Historia de la Música de la Universidad de Barcelona en 1983. Con la tesis Mig segle de simfonisme a Barcelona: 1920-1970 recibe el doctorado en Historia en 1976. Especialista en dirección coral, colaboró con diversas publicaciones de crítica y temas musicales. Fue director artístico de Discos Vergara entre 1961 y 1970. Autor, junto con Manuel Valls, del libro El fet musical, también publicó, con Josep Massot Muntaner y Salvador Pueyo, Els segadors. Himne nacional de Catalunya. Fue director artístico de la Antología histórica de la música catalana (1966-1970).
Recibió diversas distinciones, entre ellas el Premio de Honor Jaime I en 1983 y la Cruz de San Jorge de la Generalidad en 1984, la Medalla al Mérito Artístico del Ayuntamiento de Barcelona, el Premio de Música Francesc Pujol i Pons y la Medalla de Bellas Artes del Ministerio de Cultura.
Como parte de su actividad política fue elegido diputado socialista al Parlamento de Cataluña, función que desempeñó entre 1992 y 1995.